# Anatolij Vladimirovič Kaminskij
Anatolij Vladimirovič Kaminskij, rusky: Анатолий Владимирович Каминский, ukrajinsky: Анатолій Володимирович Камінській, moldavsky: Anatoli Vladimirovici Kaminski (* 15. března 1950 Balej, Ruská SFSR, SSSR) je podněsterský politik ukrajinské národnosti. Od roku 2009 zastává funkci předsedy Nejvyššího sovětu mezinárodně neuznané Podněsterské moldavské republiky a předsedy politické strany Obnova.

## Životopis
A. V. Kaminskij se narodil roku 1950 ve městě Balej v Zabajkalském kraji Ruska v rodině ukrajinských přistěhovalců. Roku 1957 rodina přesídlila do Moldavské SSR. Kaminskij vystudoval Oděský technologický institut M. V. Lomonosova, poté působil v mlékárenském průmyslu. Roku 1990 vstoupil do politiky. Účastnil se bojů na obranu Podněstří v roce 1992. Je ženat, má dvě děti.

### Politická kariéra
Roku 1990 byl Kaminskij zvolen poslancem městského sovětu v Rybnice, kde působil do roku 2000, kdy byl zvolen poslancem Nejvyššího sovětu (zkratka: NS) za politickou stranu Obnova. V roce 2005 Obnova vyhrála volby, Kaminskij byl zvolen místopředsedou NS, roku 2009 nahradil ve funkci předsedy NS Jevgenije Ševčuka, který rezignoval po ostrém sporu s tehdejším prezidentem Smirnovem o novou podobu ústavy. O rok později nahradil Ševčuka i ve funkci předsedy strany Obnova. V prosinci 2011 se Kaminskij ucházel o post prezidenta republiky, otevřeně ho podporovala Moskva, která nad mezinárodně neuznaným Podněstřím drží ochranou ruku a má zde silný vliv. Kaminskij v prvním kole voleb skončil druhý a spolu s bývalým stranickým kolegou Ševčukem předhonili dlouholetého prezidenta Smirnova. Ve druhém kole Kaminskij prohrál ziskem 19,6 % hlasů.

### Nežádoucí osoba
Podle rozhodnutí Evropské komise z roku 2005 má Kaminskij, stejně jako ostatní přední představitelé Podněsterské moldavské republiky, zakázán vstup na území Evropské unie.